# Крупіште
Крупіште (мак. Крупиште) — село у Північній Македонії, яке входить до общини Карбинці, що в Східному регіоні країни.
Громада складається з 336 осіб (перепис 2002): за національністю — 313 македонців, 12 турків, 10 сербів та 1 іншої національності. Село розкинулося в низинній місцевості (середні висоти — 298 метрів), яку македонці називають Овче поле.